# Nomada panurginoides
Nomada panurginoides là một loài Hymenoptera trong họ Apidae. Loài này được Saunders mô tả khoa học năm 1908.